# Korydalla
Korydalla (altgriechisch Κορύδαλλα Korýdalla, lateinisch Corydalla) war eine antike Stadt im Südosten der lykischen Halbinsel in der Provinz Antalya in der Türkei. Ihre Überreste befinden sich bei dem Dorf Hacıveliler nahe Kumluca.
Korydalla wird erstmals bei Hekataios von Milet bei seiner Beschreibung Asiens erwähnt und von Stephanos von Byzanz als Stadt der Rhodier genannt. Als Station taucht Korydalla im Stadiasmus Patarensis aus der Zeit des Kaisers Claudius auf. Der ältere Plinius führt Korydalla unter den Bergorten Lykiens auf, die im Gebiet der von den Römern als Piratenzentrum zerstörten Stadt Olympos lagen.
Die Hauptgottheit von Korydalla war vermutlich Leto, möglicherweise als Gleichsetzung mit der lykischen „Mutter“. Münzen der Stadt aus der Zeit Gordians III. bilden zudem Athena, Herakles und Tyche ab. Weitere Weihungen sind für Artemis, die Dioskuren und Sarapis bekannt.
Bekannt ist sie auch als Heimatstadt der Aglais alias Aristokila, Tochter des Hermaios und Mutter des berühmten Euergeten Opramoas aus Rhodiapolis, der sich in der Heimat seiner Mutter als Wohltäter engagiert und ihr an der unteren Stoa von Rhodiapolis ein Ehrenmonument gewidmet hat.